# Assais-les-Jumeaux
Assais-les-Jumeaux è un comune francese di 775 abitanti situato nel dipartimento delle Deux-Sèvres nella regione della Nuova Aquitania.

## Società

### Evoluzione demografica
Abitanti censiti